# Saint-Eulien
Saint-Eulien település Franciaországban, Marne megyében. Lakosainak száma 419 fő (2022. január 1.). Saint-Eulien Trois-Fontaines-l’Abbaye, Hallignicourt, Perthes, Villiers-en-Lieu és Vouillers községekkel határos.

## Népesség
A település népessége az elmúlt években az alábbi módon változott:
| Lakosok száma | 244  | 286  | 335  | 398  | 467  | 464  | 440  | 424  | 422  | 419  |
|               | 1968 | 1982 | 1990 | 2006 | 2013 | 2015 | 2017 | 2019 | 2020 | 2022 |